# Karel Holub (historik umění)
Karel Holub (* 1946 Praha) je český historik umění, autor katalogů a též prací z dějin hotelnictví. Je editorem některých publikací v nakladatelství Ars Bohemica, scenáristou a uměleckým kurátorem.
Vystudoval dějiny umění na Filozofické fakultě Univerzity Karlovy (rigorózní práce „Renesanční náhrobní plastika“,1974), věnuje se zejména kurátorské, ediční a nakladatelské činnosti a památkové péči.

## Dílo

### Publikace
- Holub Karel: Mladí čeští sochaři (Odeon, Praha 1978)
- Holub Karel: Rudolf Kremlička (Pressfoto, Praha 1980)
- Holub, Karel: Prostřené stoly v době císaře Rudolfa II. a Česká kuchařka alchymisty rytíře Bavora mladšího Rodovského z Hustiřan z roku 1591 (Ars Bohemica, Praha 1997, 1. vydání)
- Holub Karel: Velká kavárna Slavia (Ars Bohemica, Praha 1998, 1. vydání)[3]
- Holub Karel – Petr Beránek: Umělecké poklady Ostravy (Ars Bohemica, Praha 1998)
- Čižinská Helena – Karel Holub (ed.): Beuronské umění (Ars Bohemica, Praha 1999)
- Davidová Eva – Karel Holub (ed.): Čhajori romaňi (Ars Bohemica, Praha 1999)
- Holub Karel – Peter Stojka (ed.): Dúral me avilem ( Ars Bohemica, Praha 2000)
- Holub Karel (ed.): Internet – Hostina informací (Jippii, Praha 2001)
- Holub Karel (ed.): Jan Šafránek (Gallery, Praha 2008)
- Holub Karel (ed.): Město v pohybu (Gallery, Praha 2008)
- Holub Karel: Prague – Centre of Art (MHMP, 2011)
- Holub Karel: Réservation historique de Prague (MHMP, 2011)
- Holub, Karel: Umění a gastronomie (2011)[4][5][6]
- Holub Karel: Festina lente (Paris 2014)
- Holub Karel: Michel Detré (Paris 2015)
- Holub, Karel: Salve Casanova. Giacomo Girolamo (2020)[7][8]
- Holub Karel (ed.): V časech pravdy (Praha 2021)

### Kurátor výstav
- České sklo XX. století  – UNESCO (Paříž 1990)
- Zapomenutá díla I.-II., ze sbírek Čs. pojištovny (Pražský Hrad, 1992)
- Objevená díla – ze sbírek České spořitelny (Karolinum, Praha 1993)
- 200 let českého porcelánu  (Schwarzenberský  palác, Praha 1993)
- Leoš Janáček a scénografie (Novoměstská radnice, Praha 1998)
- Čhajori romaňi (České muzeum výt. umění, Praha 2000)